# Ajuntament de Caldes de Montbui
L'Ajuntament de Caldes de Montbui era una obra de Caldes de Montbui (Vallès Oriental) inclosa a l'Inventari del Patrimoni Arquitectònic de Catalunya. L'any 2000 va ser enderrocat i es construí al mateix lloc el nou edifici de 1.800 metres quadrats de superficie, el doble que l'antic, repartits en tres plantes.

## Descripció
Es tractava d'una construcció entre mitgeres, fent cantonada en un estret carreró. Tenia una alçada de planta baixa i dos pisos. Originàriament tenia una tipologia d'equipament balneari, però aquesta es va perdre al llarg del temps degut a les diferents reformes. L'estructura era la tradicional de gruixudes parets de càrrega, en edificis d'aquest tipus amb el forjat unidireccional de biguetes. La coberta era inclinada i de teula aràbiga.
A la façana hi havia un clar ordre en la disposició i en el tipus de forats, tant en sentit vertical com en l'horitzontal. La façana es componia mitjançant quatre eixos verticals que ordenen els diferents forats. Seria gairebé simètrica respecte de un eix de simetria central, si no fos perquè una de les franges compositives era més estreta, cosa que feia canviar la tipologia i la disposició dels forats. Aquests tenien proporcions verticals i són de semblants característiques, amb una clara disminució segons l'alçada. A la planta baixa i a la primera hi havia una senzilla decoració que els emmarcava. La façana era arrebossada i quedava rematada per un ràfec a manera de cornisa d'uns 40 centímetres, que amagava el canaló.
Cal destacar alguns elements puntuals singulars com ara el ferro forjat de les baranes dels balcons i els elements de subjecció d'aquests, i l'escut que marcava el centre de la façana, i l'arcada formada per dovelles de pedra del carrer Nou.

## Història
L'edifici formava part de l'antic Balneari o Casa de Banys Grau o Garau, un dels més antics de Caldes i de Catalunya. La seva estructura era realment antiga i la seva tradició era familiar. Fou obert el 1674 com a resultat de la reforma i ampliació de l'antic hostal d'en Verdaguer, essent aleshores propietari en Salvador Garau. Hi ha una referència històrica que l'any 1732 Joseph Garau posseïa les cases de banys que feien cantonada al Torrent del Salzer i a la Plaça.
El 1873 s'annexionà al complex balneari Font (provinent de l'Hostal d'en Pasqual), degut al casament del fill de la família Garau i la filla dels Font. Jaume Samsó i Garau era el propietari l'any 1915, quan degut a una crisi econòmica, de l'edifici es va hipotecar, essent la meitat de la hipoteca comprada i convertint-se en el Balneari Termes La Salut. La part annexionada del Balneari Grau o Garau, que corresponia a l'antic Balneari Font fou comprada per l'Ajuntament i transformat en la seva seu.
Els orígens de l'Ajuntament es remunten a l'Hostal d'en Pasqual (1580-1609), aquest era de propietat de Joan Pasqual i se situava en el carrer Nou fent cantonada amb la plaça. Encara es conserva en el carrer Nou l'entrada de l'antic hostal formada per una arcada de pedra. Se situa a la Plaça del Lleó, centre neuràlgic de l'antiga i actual vila, formant part de la zona més monumental de la població. Antigament a la plaça se situava un gran complex termal. Està envoltada d'una arquitectura principalment d'aquest segle, amb una imatge molt heterogènia degut a les nombroses reconstruccions i restauracions.